# Мартін Родбелл
Мартін Родбелл (англ. Martin Rodbell; 1 грудня 1925, Балтимор, Меріленд — 7 грудня 1998) —  американський біохімік і молекулярний  ендокринолог. У 1994 році разом з  Альфредом Гілманом отримав  Нобелівську премію з фізіології або медицини 1994 року «За відкриття  G-білків та ролі цих  білків в сигнальній трансдукції у клітині».

## Біографія
Мартін Родбелл народився 1 грудня 1925 року в Балтиморі (Меріленд), де закінчив середню школу. У 1943 році він вступив до Університету Джона Хопкінса, але вже через рік він перервав навчання для служби в армії. Він брав участь у Другій світовій війні у складі військово-морських силах США, де служив радистом. У 1946 він повернувся до університету і закінчив бакалаврат в 1949. У 1950 році він одружився з Барбарою Ледерман — старшою сестрою Сюзанни Ледерман, яка була подругою  Анни Франк. Родбелл отримав ступінь доктора філософії у галузі біохімії у  Вашингтонському університеті в 1954 році, після чого два роки працював у пост-докторантурі в  Університеті Іллінойсу в Урбана-Шампейн. З 1956 року Родбелл працював в  Національному інституті здоров'я, спочатку в Бетесді (штат Меріленд), а з 1985 році — у Чапел-Хілл (Північна Кароліна) до свого відходу на пенсію в 1994 році.
Помер Мартін Родбел у 1998 році від множинної відмови внутрішніх органів, що було пов'язано із перенесеною затяжною хворобою.

## Дослідження
Розмірковуючи над зростаючою подібністю між комп'ютерними науками та біологією в 1960 роках, Родбел притримувався думки, що на фундаментальному рівні системи обробки інформації в комп'ютерах та біологічних організмах є схожими. Він припустив, що окремі клітини були аналогічні кібернетичним системам, що складаються з трьох окремих молекулярних компонентів : дискримінатор (порівнюючий елемент), трансдуктор (перетворювач) та посилювач (або ефектор). Дискримінатор, або клітинний рецептор отримує інформацію із зовнішнього по відношенню до клітини середовища; клітинний перетворювач, що обробляє і передає отриману інформацію через клітинну мембрану; та посилювач, що підсилює сигнал до рівня необхідного для початку реакції всередині клітини або для передачі інформації до інших клітин.

У грудні 1969 року та на початку січня 1970 року, Родбел працював у лабораторії, де вивчався вплив гормону глюкагону на мембранні рецептори печінки щура — клітинні дискримінатори, що отримують зовнішні сигнали. Він виявив, що АТФ (аденозинтрифосфат) має здатність зміщувати реакцію приєднання глюкагону до клітинного рецептору і тим самим, спричиняти дисоціацію білкової молекули глюкагону і клітини. Згодом, він помітив, що слідові кількості іншого нуклеотиду ГТФ (гуанозинтрифосфат) можуть обертати процес асоціації рецептор-гормон майже у тисячу раз швидше за АТФ. Родбел висунув припущення, що ГТФ, ймовірно, був діючим фактором у дисоціації комплексу глюкагон — клітинний рецептор. Також він виявив, що ГТФ був присутній як домішка в його попередніх експериментах із АТФ.
ГТФ, що він його виявив, стимулював активність так званого гуанін- нуклеотидного білка («guanine nucleotide protein»), який згодом було названо G-білком (G-protein). Як виявилося, цей білок, у свою чергу, здійснює глибокий вплив на метаболічні процеси у клітині. Така активація G-білка, згідно з Родбелом, була процесом із залученням так званого «вторинного месенджера», про який теоретизував ще Сазерленд. Використовуючи терміни «сигнальної трансдукції» : G-білок, що активується гуанозинтрифосфатом є основним компонентом трансдуктора, який, у свою чергу, є ключовою ланкою між дискримінатором і посилювачем.
Згодом, Родбел постулював, а пізніше експериментально довів, наявність додаткових G-білків у складі клітинних рецепторів. Ці рецептори можуть активувати та інгібувати трансдукцію, причому часто — одночасно. Іншими словами, клітинні рецептори достатньо витончено і складно влаштовані, щоб одночасно забезпечувати перебіг декількох процесів

## Його Науковий Пошук
Родбел завершив свою формальну Нобелівську лекцію цим віршем:
To my Friends: Thoughts from «On High»
Life on a roller coaster, oscillating from hither to yon,

no respite for the iconoclast, wandering from dusk to dawn.

Conjuring strange thoughts foreign and twice forbidden,

like Prometheus unbound, this Nobelist climbs in vain

to Andean peaks, seeking what most would proclaim insane.

Why, he ponders, are there no answers to protean questions

when others thinking cleanly and simply with Occam's sharp razor

proclaim what seems obvious given the beam of their unerring laser.

Nature, happily unfettered with philosophy, or with cunning, or with intent

moves relentlessly onward or even backward with energy unspent

while we mortals test and probe with twinkling machines blinking precisely

at each movement, striving to unravel its irresolute randomness, its fathomless,

unlimited, meaningless rush into spiraling chaos,

oblivious of its multitudinous trials & errors which we pontifically believe

must be unerring truth & resolution.
The laugh is on those who, burdened with pretensions of truth, believe they

can fathom within 15 minutes of human existence what has transpired over

eons of space and time in this Universe.

So, I extol the intuitions encapsulated in the folds of my mind

from whence occasionally they hurtle to the forebrain and in a twinkling of

a proton's discharge bring to fruition a thought, an idea borne on the feathery

appendages of teeming neurons wedded in a seamless synergy. Those

fleeting moments are cherished as are those precious impulses imparted by

the innumerable individuals who nurtured and instilled unknowingly their

encrypted thoughts in mine.
So, with these fanciful thoughts in mind I give praise to you — my friends, my

colleagues, my soul-mates, my loved ones — for letting my soul and thoughts

meander hither and yonder in this attempt at philosophy and poetry. We

now belong to the Gods on high who praise us for our frailties and our

achievements.